# Peter Alexander
Peter Alexander (Bécs, 1926. június 30. – Bécs, 2011. február 12.) osztrák színész, énekes, előadóművész.

## Életpályája
Bécsben a Max Reinhardt-szemináriumban tanult. Diplomája megszerzése után színészi pályára lépett. 1945-ben angol fogságba esett. Az 1950-es évek elejétől filmezett, elsősorban zenés vígjátékokban, operettek feldolgozásaiban. Ezután az NSZK-ban élt.
Főként operettekben szerepelt. Kellemes tenorja révén a rádió és a televízió is gyakran foglalkoztatta. Bő humorú komikus is volt, aki rendkívül népszerű volt a német nyelvterületen.

## Magánélete
1952-ben házasságot kötött Hildegarde Hagen-nel (1922–2003), akivel annak haláláig együtt élt.

## Filmjei
- Elveszett melódiák (1952)
- Nagy sztárparádé (1954)
- Szerelmesek (1954)
- Nem könnyű egy ilyen millomos (1958)
- Salem Alejkum (1959)
- A denevér (1962)
- Bobby gróf édes élete (1962)
- Charley nénje (1963)
- A mintadiák (1963)
- Bobby gróf (1966)
- Bel Ami 2000 (1966)
- Ördögbe a pennével (1968)
- Sextett (1978)

## Díjai
- Bambi-díj (1970-1974, 1977-1978, 1987, 1990, 1996)
- Arany Kamera díj (1970, 1980, 1984)